# キボウノネイロ
「キボウノネイロ」は、浅岡雄也の3枚目のオリジナル・アルバム。

## 解説
特別限定仕様盤には特典ディスクが付属。

## 収録曲
1. タイムカプセル
作詞：浅岡雄也、Karin　作曲：大竹智之　編曲：大竹智之
2. 冬の花
作詞：浅岡雄也、Karin　作曲：木村真也　編曲：久米康隆
3. 森羅の渦 〜花鳥風月〜
作詞：Karin　作曲：浅岡雄也　編曲：田辺トシノ
4. キミヲマモリタクテ。 〜Album Mix〜
作詞：浅岡雄也　作曲：木村真也　編曲：久米康隆
  - 2ndシングルのアルバムバージョン。
5. Room157
作詞：浅岡雄也　作曲：山口美央子　編曲：田辺トシノ
6. 虹の雪
作詞：浅岡雄也、Karin　作曲：浅岡雄也　編曲：板垣祐介
7. スパイス
作詞：浅岡雄也、Karin　作曲：大竹智之、浅岡雄也　編曲：久米康隆
8. オレンジ
作詞：浅岡雄也、Karin　作曲：浅岡雄也　編曲：高橋大樹
9. サヨナラの海
作詞：浅岡雄也　作曲：浅岡雄也　編曲：田辺トシノ
10. 君となら 君ならば
作詞：浅岡雄也　作曲：浅岡雄也　編曲：久米康隆
11. キボウノネイロ
作詞：浅岡雄也　作曲：浅岡雄也　編曲：浅岡雄也

## 特別限定仕様盤のみの収録曲

### DISC 2
1. Merry Christmas&Welcome new year
作詞：浅岡雄也　作曲：浅岡雄也、末松一人　編曲：浅岡雄也
2. 鐘の音 〜Remix〜
作詞：浅岡雄也　作曲：浅岡雄也　編曲：藤井理央、浅岡雄也
  - 1stシングル「Life goes on」収録のものをリミックスして収録。
  - キボウノネイロ（隠しトラック） - 「鐘の音 〜Remix〜」終了後、11分25秒から演奏が始まる。